# Charité-sur-Loire
Charité-sur-Loire é uma comuna francesa na região administrativa de Borgonha-Franco-Condado, no departamento Nièvre. Estende-se por uma área de 15,79 km². Em 2010 a comuna tinha 4 871 habitantes (densidade: 308,5 hab./km²).

## Galeria

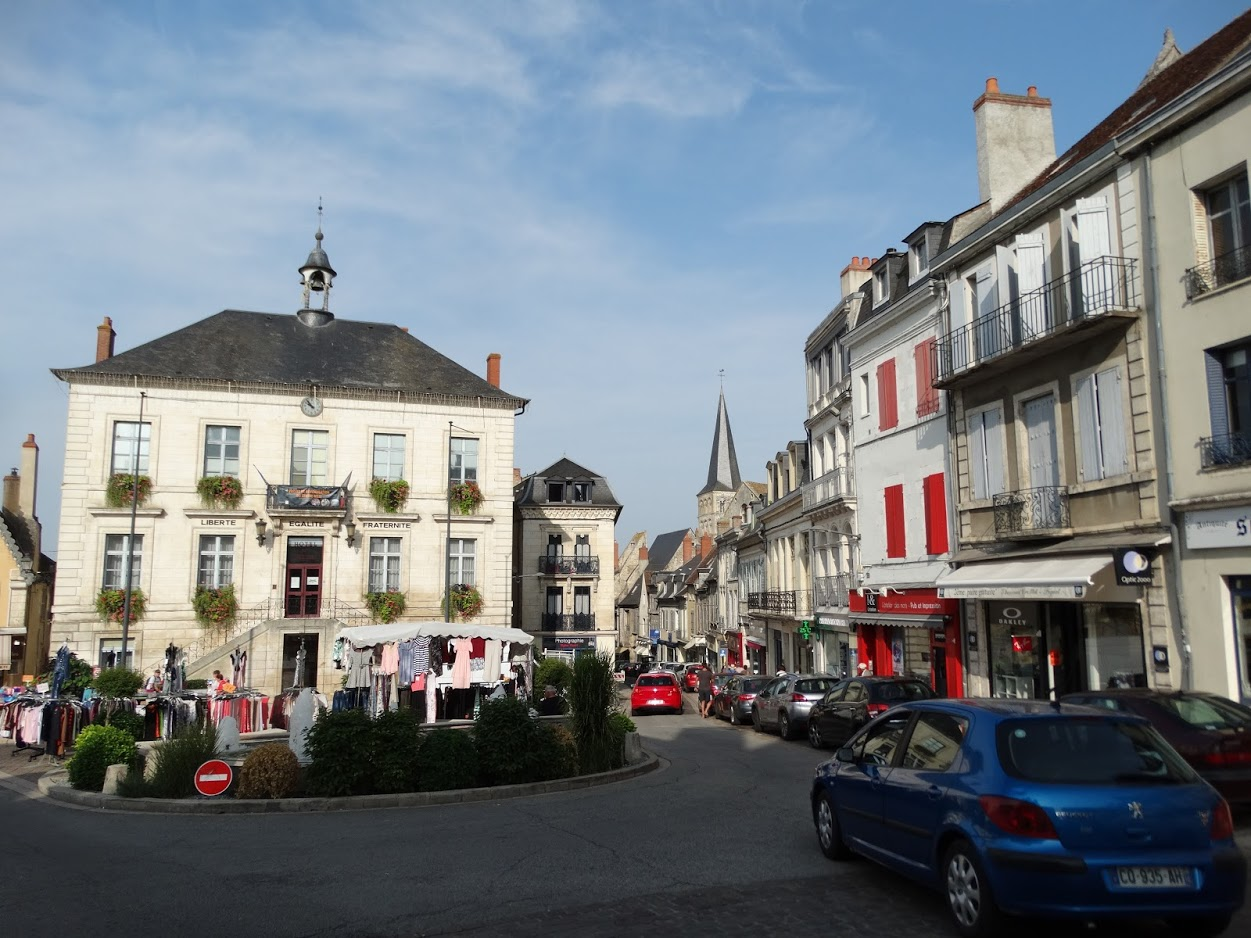
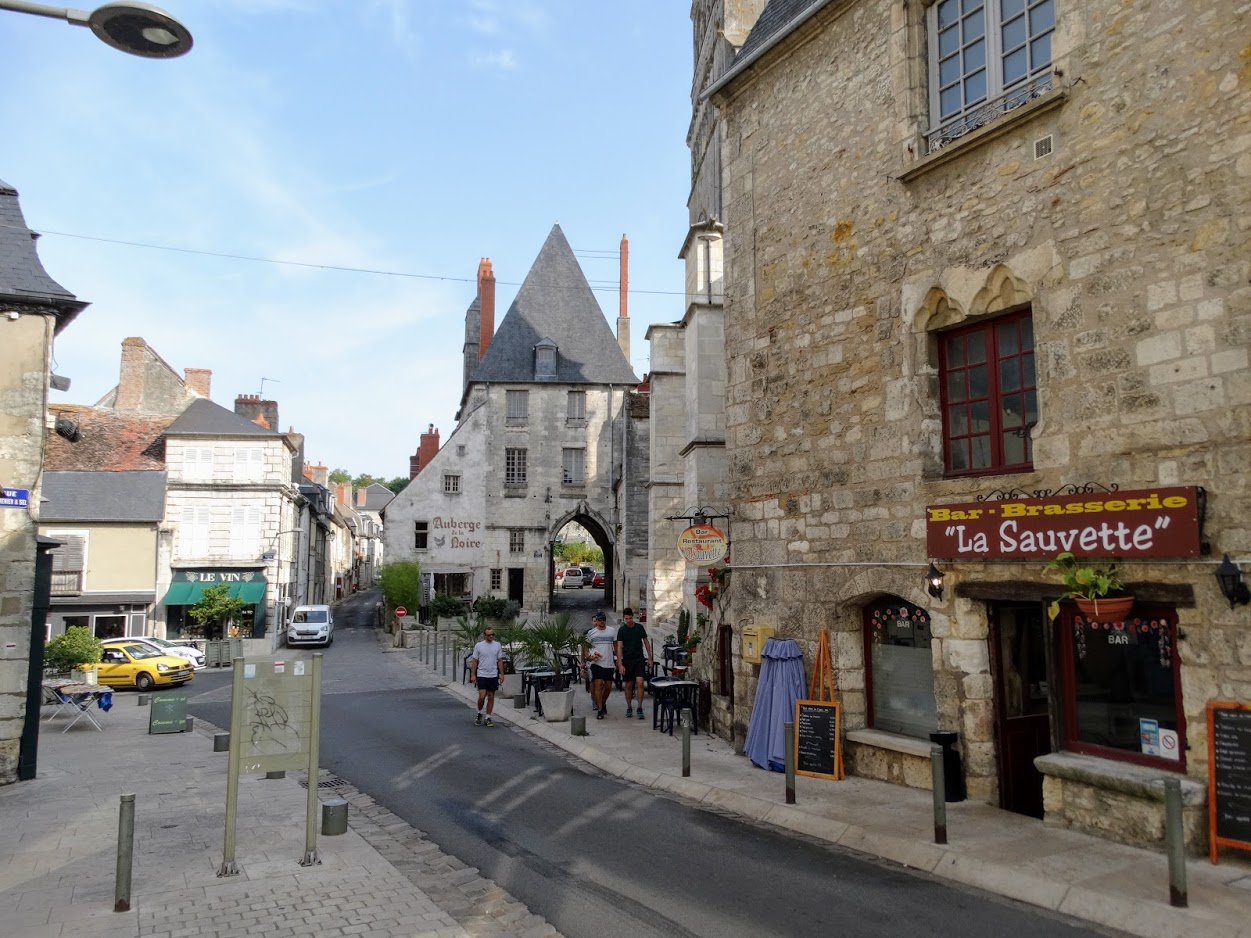
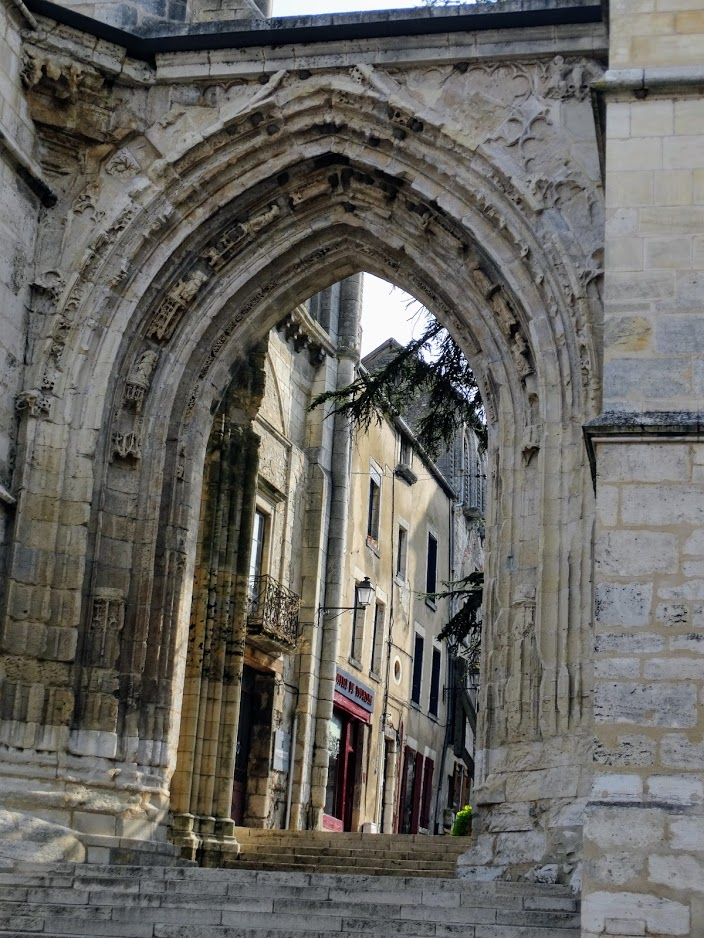
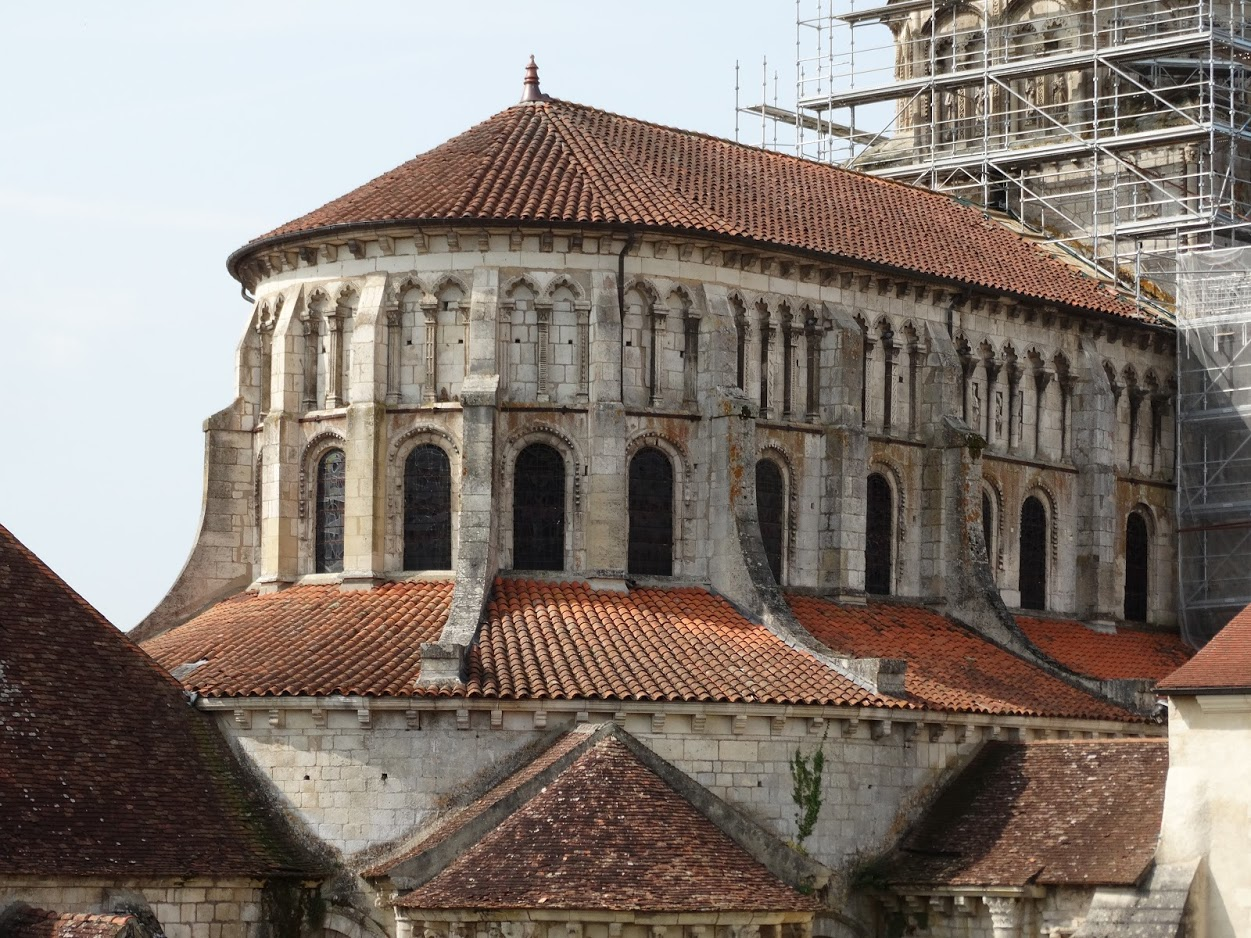
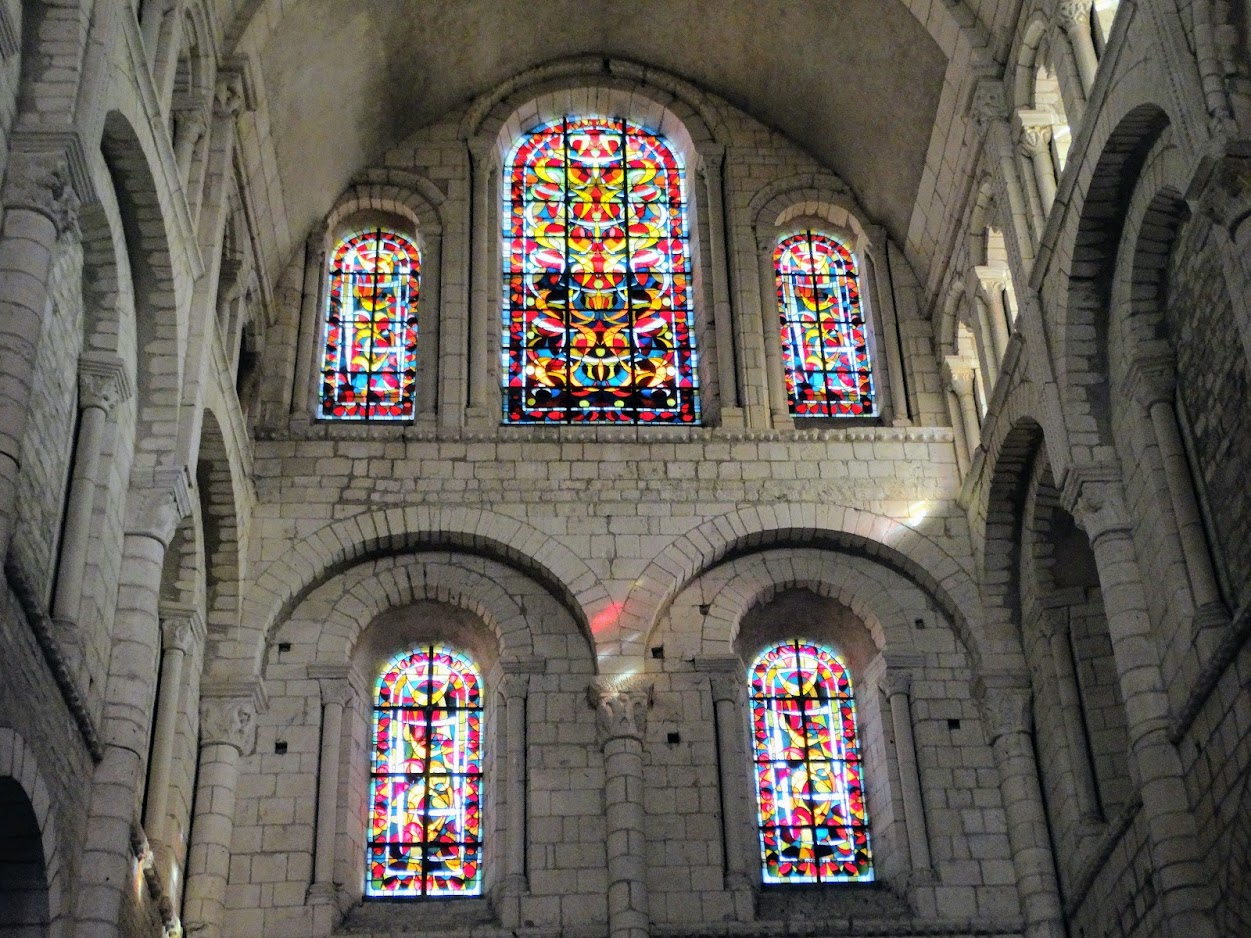
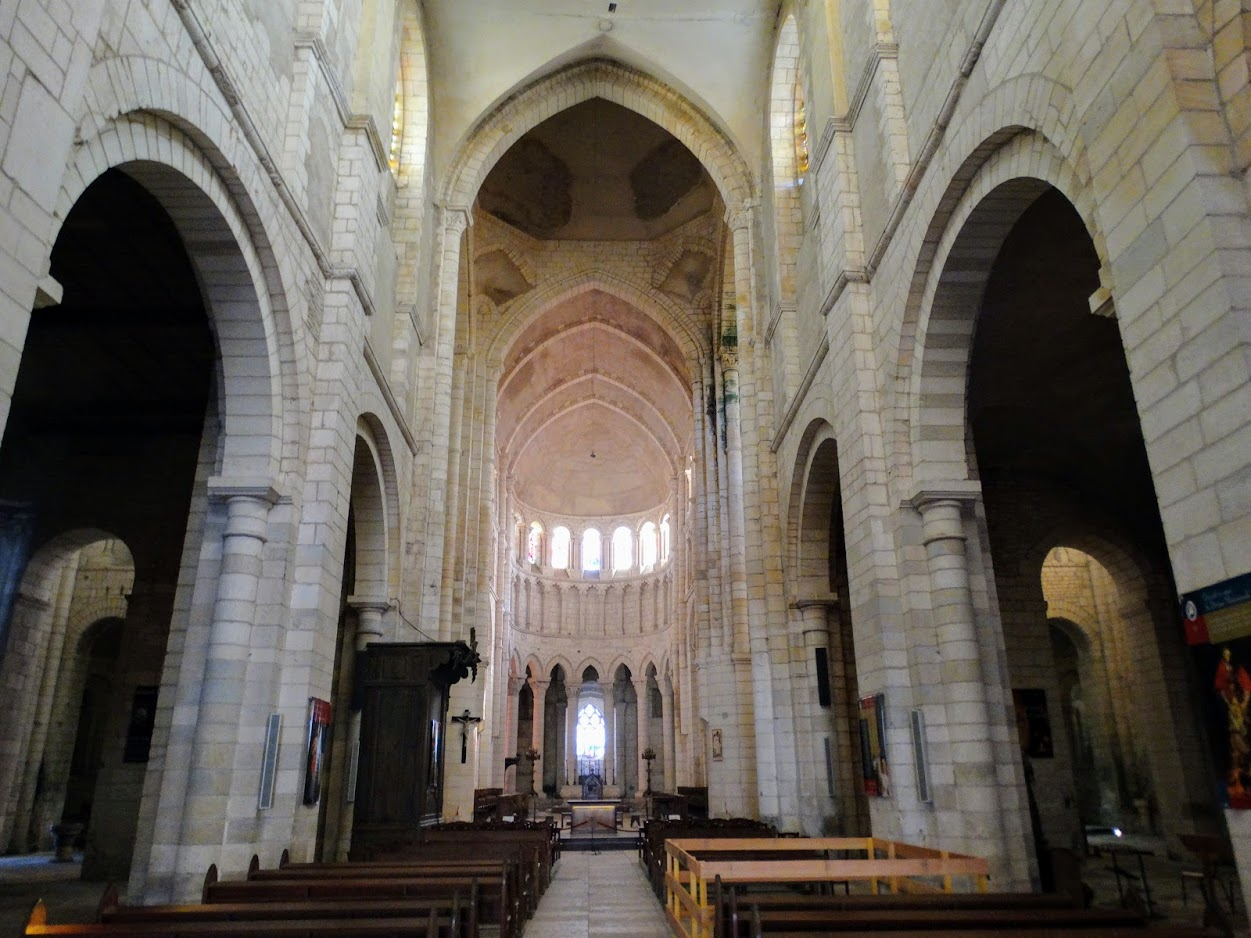